# ミッドウェー島

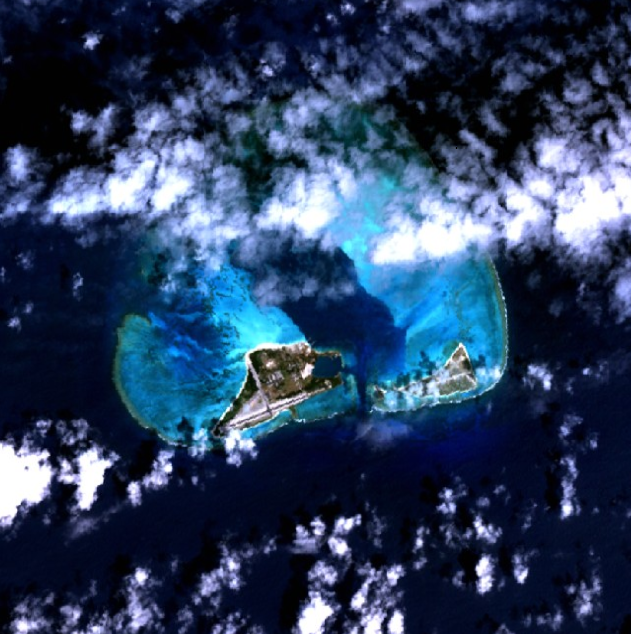
ミッドウェー島（衛星画像）

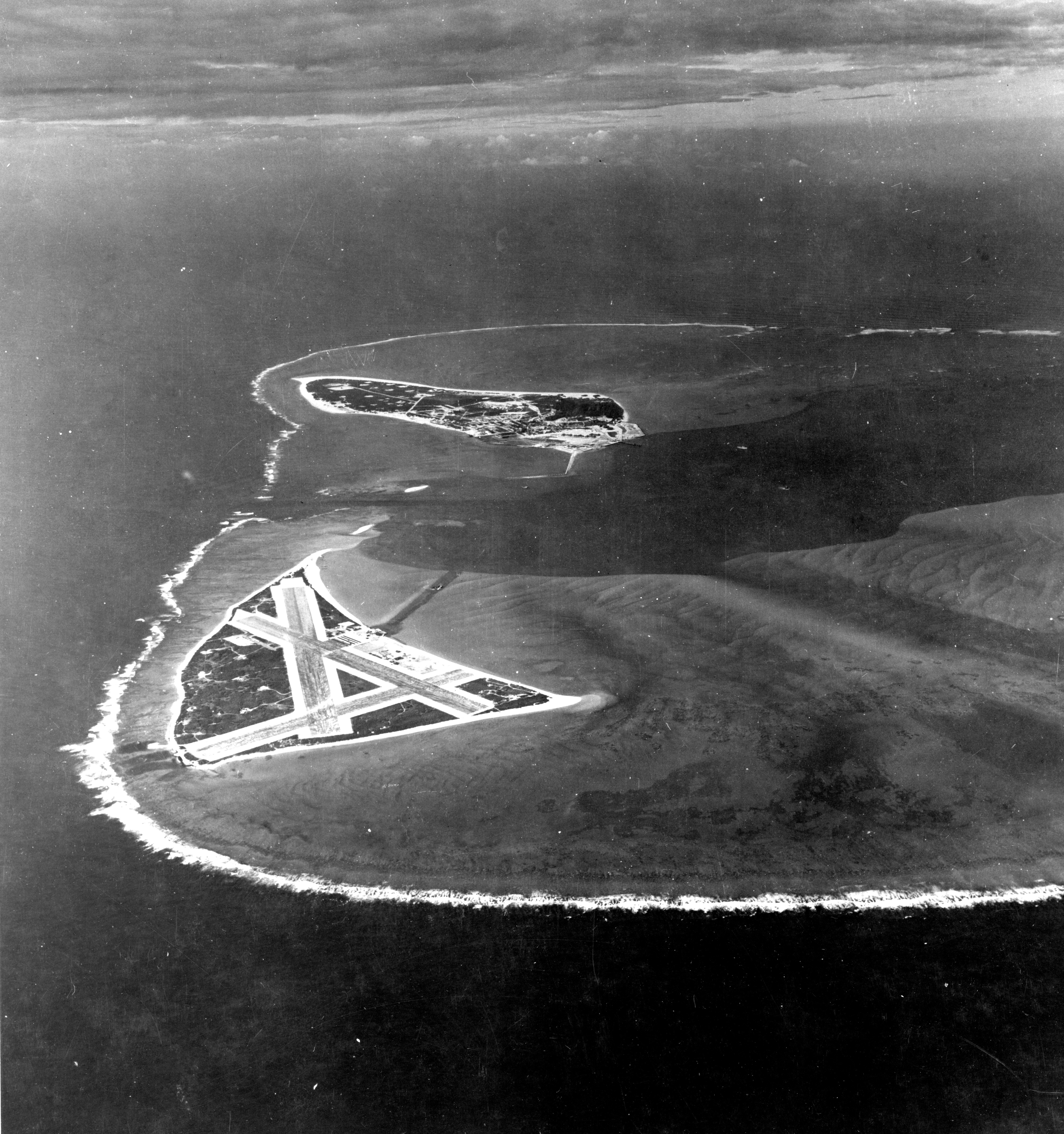
サンド島（奥）とイースタン島。1941年撮影

ミッドウェー島の旗

ミッドウェー島（ミッドウェーとう、英語: Midway Atoll）は、北太平洋の北西ハワイ諸島にあるアメリカ合衆国領の環礁で、ミッドウェー諸島、ミッドウェー環礁とも呼ばれる。合衆国領有小離島の1つ。位置は北緯28度13分 西経177度22分 / 北緯28.217度 西経177.367度。アメリカ領太平洋諸島に属し、標準時はUTC-11。

## 地理
ハワイ-天皇海山列の北西ハワイ諸島に属する火山島。ハワイから東京への距離の1/3ほど、ジョンストン島から北に約1,000キロの位置にある。
約2,800万年前にハワイ・ホットスポットでハワイ諸島のラナイ島とほぼ同程度の火山島を形成したと考えられ、プレート運動により移動しながら活動を休止、徐々に沈降しながら環礁を形成した。礁湖は2つの大きな島（サンド島 0.49km2、イースタン島 0.14km2）といくつかの無人島で囲まれ、陸地面積は6.23km2、礁湖の面積は60.1km2、これに砂州が加わる。西に隣接するクレ環礁とともに、環礁形成の北限とされる。
北アメリカ大陸とユーラシア大陸の中間点に位置し、「ミッドウェー」の名称はこれに由来している。北西ハワイ諸島のなかでは、ほぼ唯一の有人島で人口60人ほど（2014年）を有するが、ミッドウェー島だけがハワイ州に属していない。

## 歴史
1859年7月5日にガンビア号のN・C・ミドルブルックス（又はブルックス）船長によって発見された。ミドルブルックス船長は、これらの島々に自身の名前からミドルブルックス諸島（Middlebrook  Islands、又はブルックス諸島）と命名した。ミドルブルックス船長は1856年に制定されたグアノ島法に基づいて、アメリカ人がグアノを得るために無人島を一時的に占有することを認め、諸島のアメリカ合衆国の領有権を主張した。1867年8月28日にアメリカ海軍のウィリアム・レイノルズ艦長が米軍艦 USSラッカワーナで訪れ、アメリカ合衆国による領有を宣言し、ミッドウェー (Midway) 島と改名した。
1871年3月24日、議会から資金を得た太平洋郵船会社のUSSサギノーが、ラグーンへの水路建設事業に着手した。ハワイ王国の港湾使用料を避ける給炭所を建設する計画だったが、10月29日に船が立ち寄ったクレ環礁で座礁し、事業は失敗した。
1897年前後からアホウドリ捕獲を目的として日本人が北西ハワイ諸島に進出。日本政府内ではミッドウェー島の借り入れ問題が検討された。1900年、海底電線敷設調査のため派遣されたアメリカの調査船が、イースタン島に日本人が居住しているのを発見。これを受けてアメリカ政府は日本に対して島の主権確認の申し入れを行い、日本側は主権を主張する意思はないと回答した。
1903年1月20日、アメリカ海軍管理下に置かれた。この年開通したサンフランシスコ - マニラ間の太平洋海底ケーブルを敷設中だった 商業太平洋海底電信会社の要請に応じたもので、21人の海兵隊員が駐留した。工事に伴い、多数の外来種が持ち込まれた。
1935年1月19日、島の所管が内務省から海軍省に移管。さらに同年、パンアメリカン航空の飛行艇がアメリカ - 中国航路（アイランドホッピング）を開設すると、その中継地となり、太平洋を横断する航空機の給油地となった。軍事面の要衝であり、1940年頃よりハワイ諸島防衛の拠点として基地化が進んだ。
第二次世界大戦中の1942年6月4日には、この環礁を巡り、日本海軍とアメリカ海軍との間でミッドウェー海戦が行われ、アメリカ海軍が勝利した。日本は海戦に勝利した場合、ミッドウェー島を『水無月島』と改名して領土化することを予定し、直ちに占領体制を敷けるよう郵便局長など多数の文官を艦隊に帯同させたが、敗退によってその試みは潰えた。
冷戦期もアメリカ海軍の基地が置かれ、ベトナム戦争中の1969年6月8日にはベトナム共和国（南ベトナム）のグエン・バン・チュー大統領とリチャード・ニクソン大統領の会談の場となった。
冷戦終結後、島は自然保護区（ミッドウェー環礁国立自然保護区）となることが決定され、軍事基地は1996年に閉鎖された。その後はエコツーリズムの場として観光客の受け入れが行われていたが2002年に中止された。
合衆国魚類野生生物局の管理下、担当官が数十名駐在して野生生物の保護、汚染の調査などにあたり、2012年まではボランティアの受け入れも行われ、Google ストリートビューも撮影されたが、2013年以降は予算削減により無人化した。
一般人の立ち入りは制限されているが、その地理的環境から、稀に太平洋を横断する航空機が緊急着陸することがあるほか、島内にミッドウェー海戦の慰霊碑がある関係から、日本の海上自衛隊の艦船が立ち寄ることがある。

## 自然

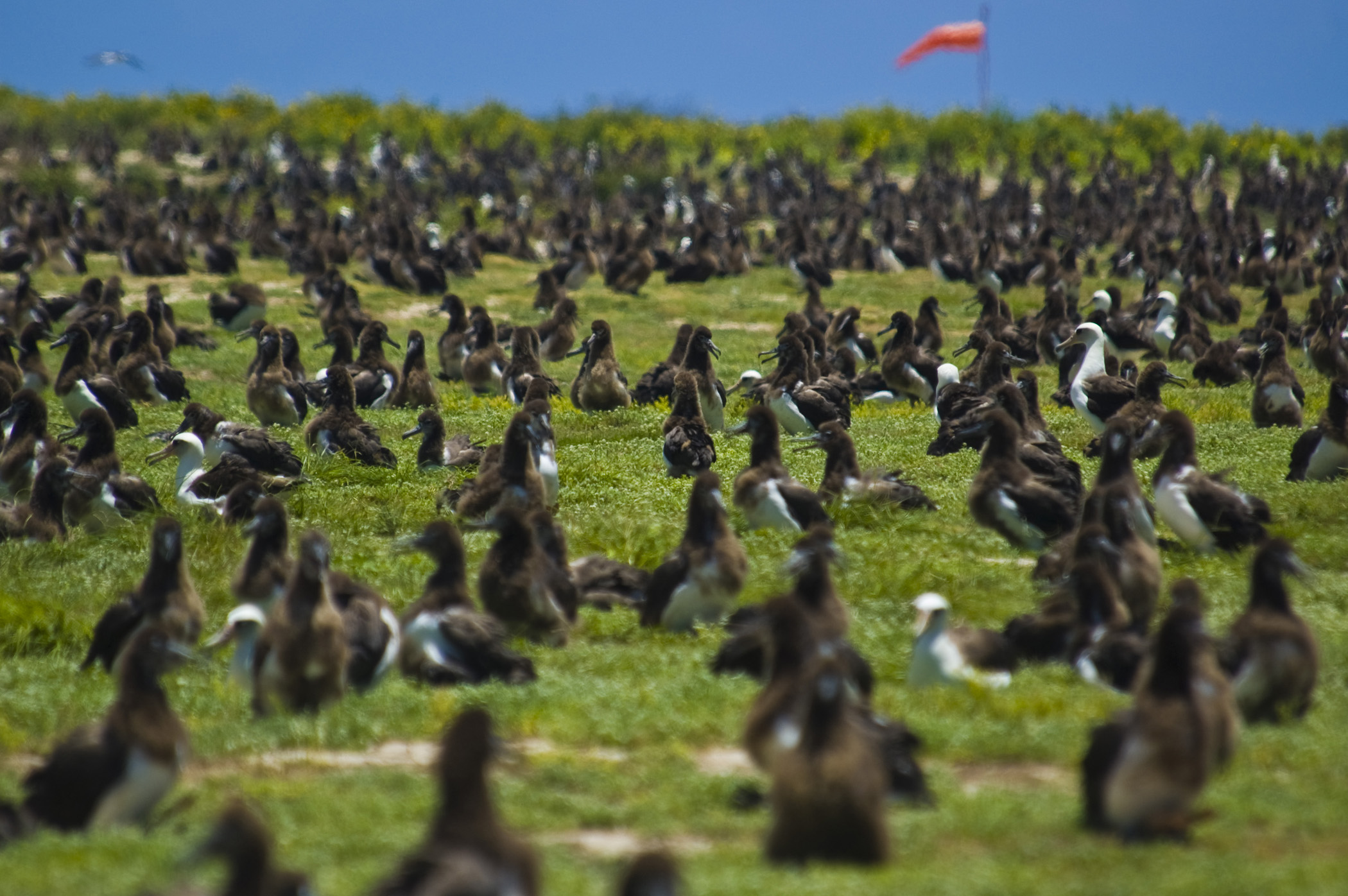
ミッドウェー島のアホウドリ

ミッドウェー島には数々の海鳥が生息する。なお、クロアシアホウドリの世界最大の繁殖地であり、旗になっているコアホウドリも非常に多い。特に、カモメ科の海鳥ではセグロアジサシ、クロアジサシ、ナンヨウマミジロアジサシ等のアジサシ類が多数生息している。その他、レイサンマガモやレイサンヨシキリ等の固有種も数々存在するが、外来種の侵入や狩猟によって、その多くが絶滅したり、または絶滅危惧種になっている。2011年、2012年、2014年にはイースタン島でアホウドリの繁殖が確認されている。
自然保護政策の一環として、2006年にアメリカ合衆国ナショナル・モニュメントとなる、北西ハワイ諸島海洋ナショナル・モニュメント（後にパパハナウモクアケア海洋ナショナル・モニュメント）が設置され、ミッドウェー島もそれに含まれている。

### 海洋汚染
ミッドウェイ島野生生物保護区の調査によれば、毎年20トンの漂流・漂着ごみがある。コアホウドリが海洋汚染で海面に浮かんだプラスチックを餌と間違えるため、親鳥から与えられたプラスチックが体内に詰まったヒナの死亡が多発している。毎年5トンのプラスチックが餌としてヒナに与えられていると推測されている。写真家のクリス・ジョーダンは、プラスチックが体内にたまって死亡したヒナを数千羽撮影し、映画『ALBATROSS』（2017年）を発表した。ジョーダンによれば、漁船の釣り針でも数千羽が死亡しているという。